# Дискография VIXX
Дискография южнокорейской группы VIXX, сформированная под руководством Jellyfish Entertainment, состоит из трех студийных альбомов, трех мини-альбомов (EP), десяти одиночных альбомов и двадцати двух синглов.

## Альбомы

### Студийные альбомы
| Название     | Детали альбома | Позиции в чартах | Позиции в чартах | Позиции в чартах | Позиции в чартах | Продажи        |
| Название     | Детали альбома | KOR              | JPN              | TW               | US World         | Продажи        |
| Корейский    | Корейский | Корейский        | Корейский        | Корейский        | Корейский        | Корейский      |
| ------------ | --- | ---------------- | ---------------- | ---------------- | ---------------- | -------------- |
| Voodoo       | - Выпущен: 25 ноября 2013 - Лейбл: Jellyfish Entertainment, CJ E&M - Формат: CD, digital download                  | 1                | —                | 4                | —                | - KOR: 102,406 |
| Chained Up   | - Выпущен: 10 ноября 2015 - Лейбл: Jellyfish Entertainment, CJ E&M - Формат: CD, digital download                  | 1                | —                | 1                | 3                | - KOR: 120,158 |
| Японский     | |                  |                  |                  |                  |                |
| Depend on Me | - Выпущен: 27 января 2016 - Лейбл: Jellyfish Entertainment, CJ Victor Entertainment - Формат: CD, digital download | —                | 4                | —                | —                | - JPN: 17,490  |

### Сингл альбомы
| Название          | Детали альбома | Позиции в чартах | Позиции в чартах | Позиции в чартах | Продажи        |
| Название          | Детали альбома | KOR              | JPN              | TW               | Продажи        |
| Корейский         | Корейский | Корейский        | Корейский        | Корейский        | Корейский      |
| ----------------- | --- | ---------------- | ---------------- | ---------------- | -------------- |
| Super Hero        | - Выпущен: 24 мая 2012 - Лейбл: Jellyfish Entertainment, CJ E&M - Формат: CD, digital download                         | 18               | —                | —                | - KOR: 20,957  |
| Rock Ur Body      | - Выпущен: 14 августа 2012 - Лейбл: Jellyfish Entertainment, CJ E&M - Формат: CD, digital download                     | 8                | —                | —                | - KOR: 26,023  |
| On and On         | - Выпущен: 17 января 2013 - Лейбл: Jellyfish Entertainment, CJ E&M - Формат: CD, digital download                      | 4                | —                | —                | - KOR: 46,525  |
| Eternity          | - Выпущен: 27 мая 2014 - Лейбл: Jellyfish Entertainment, CJ E&M - Формат: CD, digital download                         | 1                | —                | 3                | - KOR: 86,526  |
| Boys' Record      | - Спец сингл альбом - Выпущен: 24 февраля 2015 - Лейбл: Jellyfish Entertainment, CJ E&M - Формат: CD, digital download | 1                | —                | 1                | - KOR: 107,173 |
| Zelos             | - Выпущен: 19 апреля 2016 - Лейбл: Jellyfish Entertainment, CJ E&M - Формат: CD, digital download                      | 1                | —                | 1                | - KOR: 108,870 |
| Hades             | - Выпущен: 12 августа 2016 - Лейбл: Jellyfish Entertainment, CJ E&M - Формат: CD, digital download                     | 1                | —                | 2                | - KOR: 102,554 |
| Японский          | |                  |                  |                  |                |
| Error             | - Выпущен: 10 декабря 2014 - Лейбл: Jellyfish Entertainment, CJ Victor Entertainment - Формат: CD, CD+DVD              | —                | 6                | —                | - JPN: 19,381  |
| Can’t Say         | - Выпущен: 9 сентября 2015 - Лейбл: Jellyfish Entertainment, CJ Victor Entertainment - Формат: CD, CD+DVD              | —                | 4                | —                | - JPN: 31,289  |
| Hana-Kaze (花風?) | - Выпущен: 29 июня 2016 - Лейбл: Jellyfish Entertainment, CJ Victor Entertainment - Формат: CD, CD+DVD                 | —                | 3                | —                | - JPN: 32,411  |

### Сборные альбомы
| Название                 | Детали альбома | Позиции в чартах | Позиции в чартах | Позиции в чартах | Позиции в чартах | Продажи                  |
| Название                 | Детали альбома | KOR              | JPN              | TW               | US World         | Продажи                  |
| ------------------------ | --- | ---------------- | ---------------- | ---------------- | ---------------- | ------------------------ |
| Darkest Angels           | - Выпущен: 2 июля 2014 - Лейбл: Jellyfish Entertainment, CJ Victor Entertainment - Формат: CD+DVD, digital download | —                | 10               | —                | —                | - JPN: 12,332            |
| VIXX 2016 Conception Ker | - Выпущен: 21 ноября 2016 - Лейбл: Jellyfish Entertainment, CJ E&M - Формат: CD+DVD, digital download               | 2                | 77               | 9                | —                | - KOR: 18,082 - JPN: 951 |

## Мини-альбомы
| Название  | Детали | Позиции в чартах | Позиции в чартах | Позиции в чартах | Позиции в чартах | Позиции в чартах | Продажи                    |
| Название  | Детали | KOR              | JPN              | TW               | US Heat          | US World         | Продажи                    |
| Корейский | Корейский | Корейский        | Корейский        | Корейский        | Корейский        | Корейский        | Корейский                  |
| --------- | --- | ---------------- | ---------------- | ---------------- | ---------------- | ---------------- | -------------------------- |
| Hyde      | - Выпущен: 20 мая 2013 - Лейбл: Jellyfish Entertainment, CJ E&M - Формат: CD, digital download                | 3                | —                | 8                | —                | 7                | - KOR: 181,499             |
| Hyde      | - Пере-выпущен: 31 июля 2013 (Jekyll) - Лейбл: Jellyfish Entertainment, CJ E&M - Формат: CD, digital download | 3                | —                | 5                | —                | —                | - KOR: 181,499             |
| Error     | - Выпущен: 14 октября 2014 - Лейбл: Jellyfish Entertainment, CJ E&M - Формат: CD, digital download            | 1                | —                | 1                | 42               | 3                | - KOR: 93,239              |
| Kratos    | - Выпущен: 31 октября 2016 - Лейбл: Jellyfish Entertainment, CJ E&M - Формат: CD, digital download            | 2                | 48               | 5                | —                | 5                | - KOR: 97,176 - JPN: 1,785 |

## Синглы

### В качестве ведущих певцов
| Название                       | Год       | Позиции в чартах | Позиции в чартах | Позиции в чартах | Позиции в чартах     | Позиции в чартах | Продажи              | Альбом                   |
| Название                       | Год       | KOR              | JPNOricon        | JPNHot 100       | CHNBillboard V Chart | USWorld          | Продажи              | Альбом                   |
| Корейский                      | Корейский | Корейский        | Корейский        | Корейский        | Корейский            | Корейский        | Корейский            | Корейский                |
| ------------------------------ | --------- | ---------------- | ---------------- | ---------------- | -------------------- | ---------------- | -------------------- | ------------------------ |
| «Super Hero»                   | 2012      | 112              | —                | —                | —                    | —                | - KOR (DL): 64,195+  | Super Hero               |
| «Rock Ur Body»                 | 2012      | 118              | —                | —                | —                    | —                | - KOR (DL): 46,489+  | Rock Ur Body             |
| «On and On»                    | 2013      | 25               | —                | —                | —                    | —                | - KOR (DL): 159,157+ | On and On                |
| «Hyde»                         | 2013      | 35               | —                | —                | —                    | 6                | - KOR (DL): 183,354+ | Hyde                     |
| «G.R.8.U»                      | 2013      | 14               | —                | —                | —                    | 10               | - KOR (DL): 215,760+ | Jekyll                   |
| «Only U»                       | 2013      | 40               | —                | —                | —                    | 8                | - KOR (DL): 76,294+  | Voodoo                   |
| «Voodoo Doll»                  | 2013      | 7                | —                | —                | —                    | 4                | - KOR (DL): 170,170+ | Voodoo                   |
| «Eternity»                     | 2014      | 7                | —                | —                | —                    | 3                | - KOR (DL): 234,119+ | Eternity                 |
| «Error»                        | 2014      | 5                | —                | —                | —                    | 4                | - KOR (DL): 187,111+ | Error                    |
| «Love Equation»                | 2015      | 2                | —                | —                | —                    | 9                | - KOR (DL): 282,476+ | Boys' Record             |
| «Chained Up»                   | 2015      | 8                | —                | —                | —                    | 4                | - KOR (DL): 185,778+ | Chained Up               |
| «Dynamite»                     | 2016      | 14               | —                | —                | —                    | 4                | - KOR (DL): 158,839+ | Zelos                    |
| «Fantasy»                      | 2016      | 22               | —                | —                | —                    | 5                | - KOR (DL): 98,785+  | Hades                    |
| «The Closer»                   | 2016      | 8                | —                | —                | —                    | 14               | - KOR (DL): 77,670+  | Kratos                   |
| «Milky Way»                    | 2016      | 96               | —                | —                | —                    | —                | - KOR (DL): 14,771+  | VIXX 2016 Conception Ker |
| Японский                       |           |                  |                  |                  |                      |                  |                      |                          |
| «Error» (Japanese Version)     | 2014      | —                | 6                | 18               | —                    | —                | - JPN (CD): 19,381+  | Depend on Me             |
| «Can’t Say»                    | 2015      | —                | 4                | 9                | —                    | —                | - JPN (CD): 31,289+  | Depend on Me             |
| «Depend on Me»                 | 2016      | —                | 4                | —                | —                    | —                | - JPN (CD): 17,490+  | Depend on Me             |
| «Hana-Kaze» (花風?)            | 2016      | —                | 3                | 3                | —                    | —                | - JPN (CD): 26,613+  | Hana-Kaze (花風?)        |
| Китайский                      |           |                  |                  |                  |                      |                  |                      |                          |
| «Destiny Love» (命中注定)      | 2015      | —                | —                | —                | —                    | —                | N/A                  | Boys' Record             |
| «Error» (Chinese Version)      | 2015      | —                | —                | —                | —                    | —                | N/A                  | Non-album singles        |
| «Chained Up» (Chinese Version) | 2015      | —                | —                | —                | 20                   | —                | N/A                  | Non-album singles        |

### В качестве сотрудников
| Название                                   | Год  | Позиции в чартах | Другие артисты                                                                  | Альбомы                                        |
| Название                                   | Год  | KOR              | Другие артисты                                                                  | Альбомы                                        |
| ------------------------------------------ | ---- | ---------------- | ------------------------------------------------------------------------------- | ---------------------------------------------- |
| «Because It’s Christmas» (크리스마스니까)  | 2012 | 1                | Sung Si-kyung, Park Hyo-shin, Lee Seok-hoon, Seo In-guk                         | Jelly Christmas 2012 Heart Project             |
| «Girls, Why?» (여자는 왜?)                 | 2013 | 57               | OKDAL                                                                           | Y.BIRD from Jellyfish Island With VIXX & OKDAL |
| «Winter Confession» (겨울고백)             | 2013 | 1                | Sung Si-kyung, Park Hyo-shin, Seo In-guk, Little Sister                         | 겨울 고백 (Jelly Christmas 2013)               |
| «Turn Around and Look at Me» (나를 돌아봐) | 2014 | 71               | N/A                                                                             | DEUX 20th Anniversary Tribute Album Part.7     |
| «Love In The Air» (사랑난로)               | 2015 | 14               | Seo In-guk, Park Jung-ah, Park Yoon-ha                                          | Jelly Christmas 2015 — 4랑                     |
| «Falling» (니가 내려와)                    | 2016 | 34               | Seo In-guk, Gugudan, Park Yoon-ha, Park Jung-ah, Kim Gyu-sun, Kim Ye-won, Jiyul | Jelly Christmas 2016                           |

## Другие песни чартов
| Название                    | Год  | Позиции в чартах | Альбом         |
| Название                    | Год  | KOR              | Альбом         |
| --------------------------- | ---- | ---------------- | -------------- |
| «Stop Resisting»            | 2013 | 146              | Hyde           |
| «Jekyll»                    | 2013 | 175              | Jekyll         |
| «What To Do»                | 2013 | 124              | Jekyll         |
| «Voodoo (Intro)»            | 2013 | 134              | Voodoo         |
| «Beautiful Killer»          | 2013 | 85               | Voodoo         |
| «Someday»                   | 2013 | 79               | Voodoo         |
| «B.O.D.Y»                   | 2013 | 93               | Voodoo         |
| «Secret Night»              | 2013 | 88               | Voodoo         |
| «Say U Say Me»              | 2013 | 87               | Voodoo         |
| «Love Come True»            | 2013 | 84               | Voodoo         |
| «Thank You for Being Born»  | 2013 | 72               | Voodoo         |
| «Sad Ending»                | 2014 | 63               | Eternity       |
| «Love, LaLaLa»              | 2014 | 69               | Eternity       |
| «After Dark»                | 2014 | 78               | Error          |
| «Youth Hurts»               | 2014 | 64               | Error          |
| "Time Machine               | 2014 | 75               | Error          |
| «What U Waiting For»        | 2014 | 79               | Error          |
| «On A Cold Night»           | 2015 | 23               | Boys' Record   |
| «Memory»                    | 2015 | 27               | Boys' Record   |
| «My Light»                  | 2015 | 91               | Beautiful Liar |
| «Maze»                      | 2015 | 82               | Chained Up     |
| «Hot Enough»                | 2015 | 87               | Chained Up     |
| «Stop it Girl»              | 2015 | 91               | Chained Up     |
| «Out Of Sorts»              | 2015 | 96               | Chained Up     |
| «Bad Bye»                   | 2016 | 84               | Zelos          |
| «Six Feet Under»            | 2016 | —                | Zelos          |
| «Love Me Do»                | 2016 | —                | Hades          |
| «Butterfly Effect»          | 2016 | —                | Hades          |
| «Romance is Over»           | 2016 | 91               | Kratos         |
| «Desperate»                 | 2016 | 93               | Kratos         |
| «Shooting Star»             | 2016 | —                | Kratos         |
| «Good Night & Good Morning» | 2016 | —                | Kratos         |

## Саундтреки
| Название   | Год  | Позиции в чартах | Продажи            | Альбом                    |
| Название   | Год  | KORGaon          | Продажи            | Альбом                    |
| ---------- | ---- | ---------------- | ------------------ | ------------------------- |
| «Alive»    | 2016 | —                | - KOR (DL):14,064+ | Moorim School OST Part. 1 |
| «The King» | 2016 | —                | N/A                | Moorim School OST Part. 2 |

## Видеография
См. также: VIXX videography

### Музыкальные видеоклипы
| Название        | Год       | Другие версии                              | Заметки                           |
| Корейский       | Корейский | Корейский                                  | Корейский                         |
| --------------- | --------- | ------------------------------------------ | --------------------------------- |
| «Super Hero»    | 2012      |                                            |                                   |
| «Rock Ur Body»  | 2012      |                                            | В качестве гостя, Дасом из SISTAR |
| «On and On»     | 2013      |                                            |                                   |
| «Hyde»          | 2013      |                                            |                                   |
| «G.R.8.U»       | 2013      |                                            |                                   |
| «Girls, Why?»   | 2013      |                                            | Сотрудничество с OKDAL            |
| «Only U»        | 2013      |                                            |                                   |
| «Voodoo Doll»   | 2013      | - Чистая версия                            |                                   |
| «Eternity»      | 2014      | - Танцевальная версия                      |                                   |
| «Error»         | 2014      | - Танцевальная версия                      | Гость, Юнджи из KARA              |
| «Love Equation» | 2015      |                                            |                                   |
| «Chained Up»    | 2015      |                                            |                                   |
| «Dynamite»      | 2016      |                                            | Гость, Наён из Gugudan            |
| «Fantasy»       | 2016      | - Версия для представления - Версия дорамы | Гость, Наён из Gugudan            |
| «The Closer»    | 2016      |                                            | Гость, Наён из Gugudan            |
| «Milky Way»     | 2016      |                                            |                                   |
| Японский        |           |                                            |                                   |
| «Error»         | 2014      |                                            |                                   |
| «Can’t Say»     | 2015      |                                            |                                   |
| «Depend On Me»  | 2016      |                                            |                                   |
| «Hana-Kaze»     | 2016      |                                            |                                   |
| Китайский       |           |                                            |                                   |
| «Chained Up»    | 2015      |                                            |                                   |

### Видеоальбомы
| Название                               | Детали альбома | Позиции в чартах |
| Название                               | Детали альбома | JPNOricon        |
| -------------------------------------- | --- | ---------------- |
| VIXX The First Special DVD «VOODOO»    | - Выпущен: 1 марта 2014 - Язык: Корейский, Английский, Японский - Лейбл: Jellyfish Entertainment - Формат: DVD    | 22               |
| VIXX LIVE FANTASIA UTOPIA in SEOUL DVD | - Выпущен: 1 октября 2015 - Язык: Корейский, Английский, Китайский - Лейбл: Jellyfish Entertainment - Формат: DVD | —                |
| VIXX LIVE FANTASIA ELYSIUM DVD         | - Выпущен: 7 марта 2017 - Язык: Корейский, Английский, Китайский - Лейбл: Jellyfish Entertainment - Формат: DVD   | —                |

- «Six Feet Under» не вошел в цифровые чарты Gaon, но достиг пика на 78-м место в таблице загрузок Gaon.
- «Love Me Do» не вошел в цифровые чарты Gaon, но достиг максимума на 58-м место в Gaon Download Chart, а также дошел до 16 места в чарте Billboard World Digital Songs.
- «Butterfly Effect» не вошел в цифровые чарты Gaon, но достиг максимума на 65-м месте в графике загрузок.
- «Shooting Star» не вошел в цифровые чарты Gaon, но достиг максимума на 86-м месте в таблице загрузок.
- «Good Night & Good Morning» не вошел в цифровые чарты Gaon, но достиг максимума на 83-м месте в таблице загрузок.
- "Alive"ине вошел в цифровые чарты Gaon, но достиг максимума на 99-м месте в таблице загрузок.
- «My Light» было записано VIXX в целом и включен в дебютный мини-альбом своего подразделения VIXX LR, Beautiful Liar.